# 大阪暁明館病院
大阪暁明館病院（おおさかぎょうめいかんびょういん）は、社会福祉法人大阪暁明館が大阪府大阪市此花区西九条に設置する病院である。2010年から日本の医療グループである伯鳳会グループに系列化された。
救急告示病院（二次救急）に指定されている。

## 沿革
（この節の出典）
1915年（大正4年）5月、篤志家広岡菊松により労働者の宿泊施設「大阪暁明館」が建設される（此花区四貫島）。広岡の死後、経営は当時の関西学院の学生であった息子の信貴知に受け継がれたが、世界大恐慌により事業が行き詰まり、信貴知は恩師である神崎驥一を訪問、母校関西学院に暁明館の将来を委託することになった。実際には、学生と教師によって構成される学院の社会奉仕会が事業を継承することになり、1931年（昭和6年）に「関西学院セッツルメント大阪暁明館」が成立した。1936年(昭和11年)3月、此花区高見町に分館を設け、キリスト教伝道活動も行う。1940年（昭和15年）12月、病院の礎となる高見分館に軽費診療所を併設。1947年（昭和22年）5月、四貫島の本館を転用して大阪暁明館病院を設立。無料･低額診療施設並びに生活保護法に基づく医療保護施設として低所得者･生活困窮者を主とする診療を開始。1960年(昭和35年)8月、此花区春日出中に166床の新病院完成。2010年（平成22年）1月、大阪北市民病院の事業継承予定者に決定し、2013年（平成25年）、此花区春日出中より現在地に新築移転した。

## 診療科
（この節の出典）
- 内科
- 内分泌内科
- 糖尿病内科
- 消化器内科
- 呼吸器内科
- 神経内科
- 循環器内科
- 外科
- 消化器外科
- 整形外科
- 形成外科
- 脳神経外科
- 腎・泌尿器科（人工透析）
- 小児科
- 産婦人科
- 皮膚科
- 眼科
- 耳鼻咽喉科
- リハビリテーション科
- 救急科
- 放射線科
- 麻酔科
- 臨床検査科

## 医療機関の指定・認定
（この節の出典）
| 保険医療機関 | 労災保険指定病院 |
| 母体保護法指定医の配置されている医療機関 | 生活保護法指定病院（中国残留邦人等の円滑な帰国の促進並びに永住帰国した中国残留邦人等及び特定配偶者の自立の支援に関する法律（平成六年法律第三十号）に基づく指定医療機関を含む。） |
| 臨床研修病院 | 指定自立支援病院（更生医療） |
| 原子爆弾被害者一般疾病医療取扱病院 | DPC対象病院 |
| 指定自立支援医療機関（精神通院医療） | 無料低額診療事業実施医療機関 |
| 身体障害者福祉法指定医の配置されている医療機関 | 医療保護施設（中国残留邦人等の円滑な帰国の促進並びに永住帰国した中国残留邦人等及び特定配偶者の自立の支援に関する法律に基づく医療保護施設を含む。)                                |
| 診療科名中に産婦人科、産科又は婦人科を有する病院にあっては、公益財団法人日本医療機能評価機構が定める産科医療補償制度標準補償約款と同一の産科医療補償約款に基づく補償の有無 | 公害医療機関 |
| 在宅療養後方支援病院 | |

- 公益財団法人日本医療機能評価機構認定病院[5]
- このほか、各種法令による指定・認定病院であるとともに、各学会の認定施設でもある。

## 特徴
- 社会福祉法に基づく無料定額診療事業を行っている。
- 糖尿病友の会（全国に1500ヵ所以上）「あかつき会」を擁している[6]。
- 聖歌隊「大阪暁明館聖歌隊」を擁している、聖歌のみならず、様々なジャンルの音楽への取り組みを行っている[7]。
- リハビリテーションに力を入れており、2021年より回復期リハビリテーション病棟を増床している。

理学療法、作業療法では日常生活動作をはじめ、趣味(水泳や登山、旅行など)がまた楽しめるように患者の希望に沿ったプログラムを組んでいる。また、退院後の生活を考慮し、自宅環境確認のための訪問や施設への細やかな伝達を行なっている。
言語聴覚療法では高次脳機能障害(失語症、注意障害、記憶障害、構成遂行障害、コミュニケーション障害など)、構音障害、摂食嚥下障害などの入院時および退院時評価を実施し、日常生活、趣味、復職も視野に入れ患者の希望に沿ったプログラムを組んでいる。また、口腔顔面麻痺の治療も積極的に行なっている。
がんリハビリテーションも実施している。
急性期から回復期、療養期、終末期まで幅広く対応している点が特徴である。

## 交通アクセス
- JR大阪環状線・JR桜島線・阪神なんば線「西九条駅」より徒歩約3分[8]

## 周辺
- 西九条公園[8]
- 此花屋内プール[8]
- 此花消防署西九条出張所[8]